# Seriola lalandi
Espèce
Statut de conservation UICN

 LC  : Préoccupation mineure
La Grande sériole ou simplement sériole (Seriola lalandi), est un poisson marin de la famille des Carangidés. Il est aussi parfois appelé Sériole-chinchard ou Liche-chinchard.

## Taxonomie et dénomination
Seriola lalandi fait partie de l'ordre des perciformes et du sous-ordre percoidei.
La première description scientifique d'un individu de cette espèce est réalisée par le zoologiste français Achille Valenciennes en 1833
Synonymes :
- Halatractus dorsalis Gill, 1863
- Lichia pappei Bleeker, 1860
- Seriola aureovittata Temminck & Schlegel, 1845
- Seriola banisteri Smith, 1959
- Seriola dorsalis (Gill, 1863)
- Seriola dumerili (non Risso, 1810)
- Seriola dumerilii (non Risso, 1810)
- Seriola foncki Delfin, 1903
- Seriola fonki Delfin, 1903
- Seriola grandis Castelnau, 1872
- Seriola lalandei Valenciennes, 1833
- Seriola lalandei subsp. dorsalis (Gill, 1863)
- Seriola lalandii Valenciennes, 1833
- Seriola mazatlana Steindachner, 1876
- Seriola pappei (Bleeker, 1860)
- Seriola zonata (non Mitchill, 1815)

Noms vernaculaires :
- Amoureuse grosse (Île de La Réunion)
- Liche (Polynésie française)
- Sériole chicard (France métropolitaine)
- Sériole chinchard (France métropolitaine)

## Morphologie
Seriola lalandi possède cinq à six épines dorsales, de 33 à 35 rayons mous dorsaux, 2 à 3 épines anales et de 20 à 21 rayons mous anals. La partie supérieure du corps et de la tête est d'un bleu-vert sombre. Le milieu du corps est marqué d'une bande jaune longitudinale, et le ventre est blanc. La nageoire pelvienne est un dégradé de bleu et de blanc, toutes les autres nageoires sont jaunes. La queue est marquée par une absence de scutelles, généralement présentes chez les autres Carangidés. La nageoire anale possède deux pointes distinctes.
Le maximum de taille connu est de 250 cm, et le poids maximal répertorié est de 96,8 kg. Sa taille commune est de 80 cm. L'âge le plus élevé répertorié pour cette espèce est de 12 ans.

## Répartition géographique
Ces poissons peuplent des eaux subtropicales de 18 à 25 °C, entre les latitudes 55°N et 57°S. Ils sont présents tout autour du globe.

## Comportement
Cette espèce est pélagique, vivant dans les eaux côtières et l'océan, entre 0 et 825 mètres de profondeur, habituellement entre 0 et 50 m. Ils semblent apprécier la proximité des forêts de kelp, des récifs, et les fonds rocheux. Ils pénètrent parfois dans les estuaires. Ils sont généralement solitaires ou présents en petits groupes. Les groupes de juvéniles sont observés dans les eaux côtières, généralement près des plateaux continentaux. Ils se nourrissent de petits poissons, de calmars et de petits crustacés.

## Pêche
Leur importance commerciale est peu élevée, mais ils sont des prises potentielles de la pêche sportive. Ils sont parfois capturés à la chasse sous-marine, mais plus fréquemment à la ligne de fond par des pêcheurs de thons. Ils sont généralement commercialisés frais, séchés, ou salés.
Sa chair ne semble présenter aucun danger particulier relativement à la ciguatera.